# Linaire de Pélissier
Linaria pelisseriana
Pour les articles homonymes, voir Pélissier.
Espèce
Classification APG III (2009)
La Linaire de Pélissier (Linaria pelisseriana) est une espèce de plantes annuelles de la famille Plantaginaceae selon la classification phylogénétique actuelle, traditionnellement classée dans les Scrophulariaceae.

## Description
Elle atteint 40 cm de haut, a des feuilles alternes, allongées de 1 à 4 cm et a des fleurs zygomorphes violette portant un long éperon. Le fruit est une capsule.

## Étymologie
Le nom fait référence à Guillaume Pélissier (1490-1568), évêque de Montpellier de 1526 à 1558.

## Répartition
Europe et Australie.